# Jan Abrahamsen
Jan Abrahamsen (auch Jan Köpke) (* 1. August 1993) ist ein deutscher Footballspieler.

## Laufbahn
Abrahamsen spielte ab 2006 bei den Flensburg Sealords. Ihm gelang der Sprung in die Jugendauswahl Schleswig-Holsteins, der er von 2009 bis 2012 angehörte. 2013 wechselte der 1,81 Meter große Verteidiger (Defensive Back) zu den Kiel Baltic Hurricanes in die höchste deutsche Spielklasse, die GFL. 2014 und 2015 gewann er mit Kiel den Titel in der European Football League (EFL). Mit der deutschen Nationalmannschaft gewann Abrahamsen, der 2018 ein Studium im Fach Elektrotechnik abschloss, im Jahr 2017 bei den World Games in Breslau die Silbermedaille.